# Exeristis minuscula
Exeristis minuscula là một loài bướm đêm trong họ Crambidae.